# Изер (департман)
Изер (фр. Isère) департман је у источној Француској. Припада региону Рона-Алпи, а главни град департмана (префектура) је Гренобл. Департман Изер је означен редним бројем 38. Његова површина износи 7.431 км². По подацима из 2010. године у департману Изер је живело 1.206.374 становника, а густина насељености је износила 162 становника по км².
Овај департман је административно подељен на:
- 3 округа
- 58 кантона и
- 533 општина.

## Демографија
| 2011.     |
| --------- |
| 1.215.212 |